# Сагитален гребен
Сагитален гребен е ръб на костта, който се движи надлъжно по средната линия на горната част на черепа. Характерен е за много видове бозайници и влечуги. Наличието му в анатомията на даден вид показва, че същият има изключително силни челюстни мускули. Сагиталният гребен служи главно за закрепване на слепоочния мускул, който е един от основните дъвкателни мускули. Развитието на сагиталния гребен се смята за свързано с развитието на този мускул. Обикновено той се развива преди достигането на полова зрялост при животните.
Сагиталният гребен има тенденция да присъства на черепите при видове животни, които разчитат на мощни ухапвания и стискане на зъбите, обикновено като част от ловната им стратегия. Черепите на някои видове динозаври притежават добре развити сагитални гребени. Сред бозайниците, кучетата, котките, лъвовете и много други хищници имат сагитални гребени, както и някои видове пригодени за хранене с растителна храна като тапири и някои маймуни.
Добре изразен сагитален гребен имали раннокайнозойските бозайници мезонихии. Сагиталният гребен е характерен при някои хоминиди както и при фосилни находки от тях, какъвто е Paranthropus. Мъжките горили и орангутани имат силно изразен гребен, а при шимпанзетата е по-слабо развит.